# Wit Licht Live
Wit Licht Live is een livealbum van de Nederlandse zanger Marco Borsato. De dubbel-cd is een registratie van de concertreeks die hij in oktober 2008 gaf. Het album verscheen op 13 maart 2009 en kwam de week erna op nummer 1 binnen in de Nederlandse Album Top 100. In Vlaanderen bereikte het album de derde plaats in de Ultratop 100-albumlijst.

## Nummers
CD1
CD 2

## Hitnotering
| "Wit Licht Live" in de Nederlandse Album Top 100 Hitnotering (week 1 t/m 23): 21-03-2009 t/m 22-08-2009 Hitnotering (week 24): 05-09-2009 Hitnotering (week 25 t/m 27): 19-09-2009 t/m 03-10-2009 | "Wit Licht Live" in de Nederlandse Album Top 100 Hitnotering (week 1 t/m 23): 21-03-2009 t/m 22-08-2009 Hitnotering (week 24): 05-09-2009 Hitnotering (week 25 t/m 27): 19-09-2009 t/m 03-10-2009 | "Wit Licht Live" in de Nederlandse Album Top 100 Hitnotering (week 1 t/m 23): 21-03-2009 t/m 22-08-2009 Hitnotering (week 24): 05-09-2009 Hitnotering (week 25 t/m 27): 19-09-2009 t/m 03-10-2009 | "Wit Licht Live" in de Nederlandse Album Top 100 Hitnotering (week 1 t/m 23): 21-03-2009 t/m 22-08-2009 Hitnotering (week 24): 05-09-2009 Hitnotering (week 25 t/m 27): 19-09-2009 t/m 03-10-2009 | "Wit Licht Live" in de Nederlandse Album Top 100 Hitnotering (week 1 t/m 23): 21-03-2009 t/m 22-08-2009 Hitnotering (week 24): 05-09-2009 Hitnotering (week 25 t/m 27): 19-09-2009 t/m 03-10-2009 | "Wit Licht Live" in de Nederlandse Album Top 100 Hitnotering (week 1 t/m 23): 21-03-2009 t/m 22-08-2009 Hitnotering (week 24): 05-09-2009 Hitnotering (week 25 t/m 27): 19-09-2009 t/m 03-10-2009 | "Wit Licht Live" in de Nederlandse Album Top 100 Hitnotering (week 1 t/m 23): 21-03-2009 t/m 22-08-2009 Hitnotering (week 24): 05-09-2009 Hitnotering (week 25 t/m 27): 19-09-2009 t/m 03-10-2009 | "Wit Licht Live" in de Nederlandse Album Top 100 Hitnotering (week 1 t/m 23): 21-03-2009 t/m 22-08-2009 Hitnotering (week 24): 05-09-2009 Hitnotering (week 25 t/m 27): 19-09-2009 t/m 03-10-2009 | "Wit Licht Live" in de Nederlandse Album Top 100 Hitnotering (week 1 t/m 23): 21-03-2009 t/m 22-08-2009 Hitnotering (week 24): 05-09-2009 Hitnotering (week 25 t/m 27): 19-09-2009 t/m 03-10-2009 | "Wit Licht Live" in de Nederlandse Album Top 100 Hitnotering (week 1 t/m 23): 21-03-2009 t/m 22-08-2009 Hitnotering (week 24): 05-09-2009 Hitnotering (week 25 t/m 27): 19-09-2009 t/m 03-10-2009 | "Wit Licht Live" in de Nederlandse Album Top 100 Hitnotering (week 1 t/m 23): 21-03-2009 t/m 22-08-2009 Hitnotering (week 24): 05-09-2009 Hitnotering (week 25 t/m 27): 19-09-2009 t/m 03-10-2009 | "Wit Licht Live" in de Nederlandse Album Top 100 Hitnotering (week 1 t/m 23): 21-03-2009 t/m 22-08-2009 Hitnotering (week 24): 05-09-2009 Hitnotering (week 25 t/m 27): 19-09-2009 t/m 03-10-2009 | "Wit Licht Live" in de Nederlandse Album Top 100 Hitnotering (week 1 t/m 23): 21-03-2009 t/m 22-08-2009 Hitnotering (week 24): 05-09-2009 Hitnotering (week 25 t/m 27): 19-09-2009 t/m 03-10-2009 | "Wit Licht Live" in de Nederlandse Album Top 100 Hitnotering (week 1 t/m 23): 21-03-2009 t/m 22-08-2009 Hitnotering (week 24): 05-09-2009 Hitnotering (week 25 t/m 27): 19-09-2009 t/m 03-10-2009 | "Wit Licht Live" in de Nederlandse Album Top 100 Hitnotering (week 1 t/m 23): 21-03-2009 t/m 22-08-2009 Hitnotering (week 24): 05-09-2009 Hitnotering (week 25 t/m 27): 19-09-2009 t/m 03-10-2009 | "Wit Licht Live" in de Nederlandse Album Top 100 Hitnotering (week 1 t/m 23): 21-03-2009 t/m 22-08-2009 Hitnotering (week 24): 05-09-2009 Hitnotering (week 25 t/m 27): 19-09-2009 t/m 03-10-2009 |
| Week | 1 | 2 | 3 | 4 | 5 | 6 | 7 | 8 | 9 | 10 | 11 | 12 | 13 | 14 | 15 |
| --- | --- | --- | --- | --- | --- | --- | --- | --- | --- | --- | --- | --- | --- | --- | --- |
| Nummer | 1 | 1 | 2 | 6 | 8 | 10 | 15 | 16 | 13 | 19 | 30 | 45 | 67 | 55 | 52 |
| Week | 16 | 17 | 18 | 19 | 20 | 21 | 22 | 23 | | 24 | | 25 | 26 | 27 | |
| Nummer | 75 | 68 | 80 | 80 | 83 | 83 | 73 | 81 | uit | 93 | uit | 85 | 56 | 17 | uit |